# Michal David
Michal David (wł. Vladimír Štancl; ur. 14 lipca 1960 w Pradze) – czeski piosenkarz i kompozytor.
Kształcił się w praskim konserwatorium. W trakcie nauki założył formację jazzową Čtyři, a w ramach Praskich Dni Jazzowych otrzymał nagrodę „Muzyk roku”. W tym czasie poznał się z producentem Františkiem Janečkiem i zaczął grać w grupie „Kroky“ wraz z piosenkarką Janą Kratochvílovą.
Napisał piosenkę Dlouhá noc Heleny Vondráčkovej.

## Odznaczenia
W 2018 roku został odznaczony Medalem Za Zasługi I stopnia.